# Маляревський Михайло
Михайло Маляревський (нар.1873 — пом. ?) — український релігійний діяч, єпископ Волинський УАПЦ.

## Життєпис
Брав участь у І всеукраїнському православному церковному соборі УАПЦ 14-30 жовтня 1921 р. як настоятель храму в селі Ясногородка Київського повіту.
За наполяганням голови ВПЦР Михайла Мороза 25 грудня 1921 року Маляревський був висвячений на єпископа Волинського з осередком у місті Полонному (за іншими даними — на єпископа Таращанського чи Радомишльського).
Однак уже за рік, 23 липня 1922 року, митрополит Липківський в листі до отця Корсуновського гостро критикує Маляревського: «Не мав ні хисту, ні охоти до єпископського служіння, нікуди не пробував їхати на єпархію, а сидів на своїй парафії».
У 1926 році єпископ Михайло під час засідання пленуму малої ради ВПЦР 29 грудня виступив на захист трьох єпископів, які раніше перейшли до ДХЦ, а тепер хотіли повернутися до УАПЦ. Маляревський просив прийняти їх без жодних запитань.
Попри критику з боку митрополита на початку липня 1927 року єпископові Маляревському у село Загальці надійшло запрошення на II Всеукраїнський православний церковний собор. Через відсутність доповідача Володимира Чехівського під час собору єпископ Маляревський був змушений виступати 26 липня з промовою на тему «Учення про Церкву, як громаду Христову та її благодатне життя». Та й тут наразився на критику Липківського, мовляв «доповідь о. М. Маляревського не відповідає принципам УАПЦ».
Єпископа Михайла радянська влада заарештувала 1936 року. Маляревського було засуджено, він відбув 5 років заслання.
Повернувся до Києва 1941 року. Маляревський разом із Юрієм Тесленком на той час були останніми липківськими єпископами, які проживали в Україні. Під час німецької окупації повернувся до відродженої УАПЦ, служив під омофором митрополита Полікарпа, але відмовився від перерукопокладення та не захотів бути єпископом. Маляревський звершував богослужіння як ієрей — був скерований на парафію до містечка Васильків як протоієрей.
У 1944 році прийнятий з УАПЦ до РПЦ в сущому сані священника.